# Dům U Sladkých
Dům U Sladkých, někdy také zvaný U Krtkovců, je dům čp. 352 na Starém Městě v Praze na křižovatce Husovy (č. 2 a 4), Na Perštýně (č. 18) a Jilské (č. 1). Je chráněn jako kulturní památka České republiky.

## Historie
Dům stojí na místě několika původních domů. Stál zde románský kvádříkový dům, archeologické výzkumy odhalily také zbytky asi čtyř zemnic a polozemnic datovaných do 1. poloviny 13. století.
Domy byly spojeny v roce 1666, nejpozději do roku 1702 k nim byly přikoupeny další. Jeden z těchto starších domů vlastnil v letech 1484–1487 Matěj Rejsek, jiný (u kterého je k roku 1466 uváděn pivovar) koupil v roce 1523 Jan Sladký. V roce 1844 byl dům přestavován, další přestavby se udály po druhé světové válce a pak v roce 1961, kdy byl na místě bývalé spilky postaven nový dům.

## Dekorace

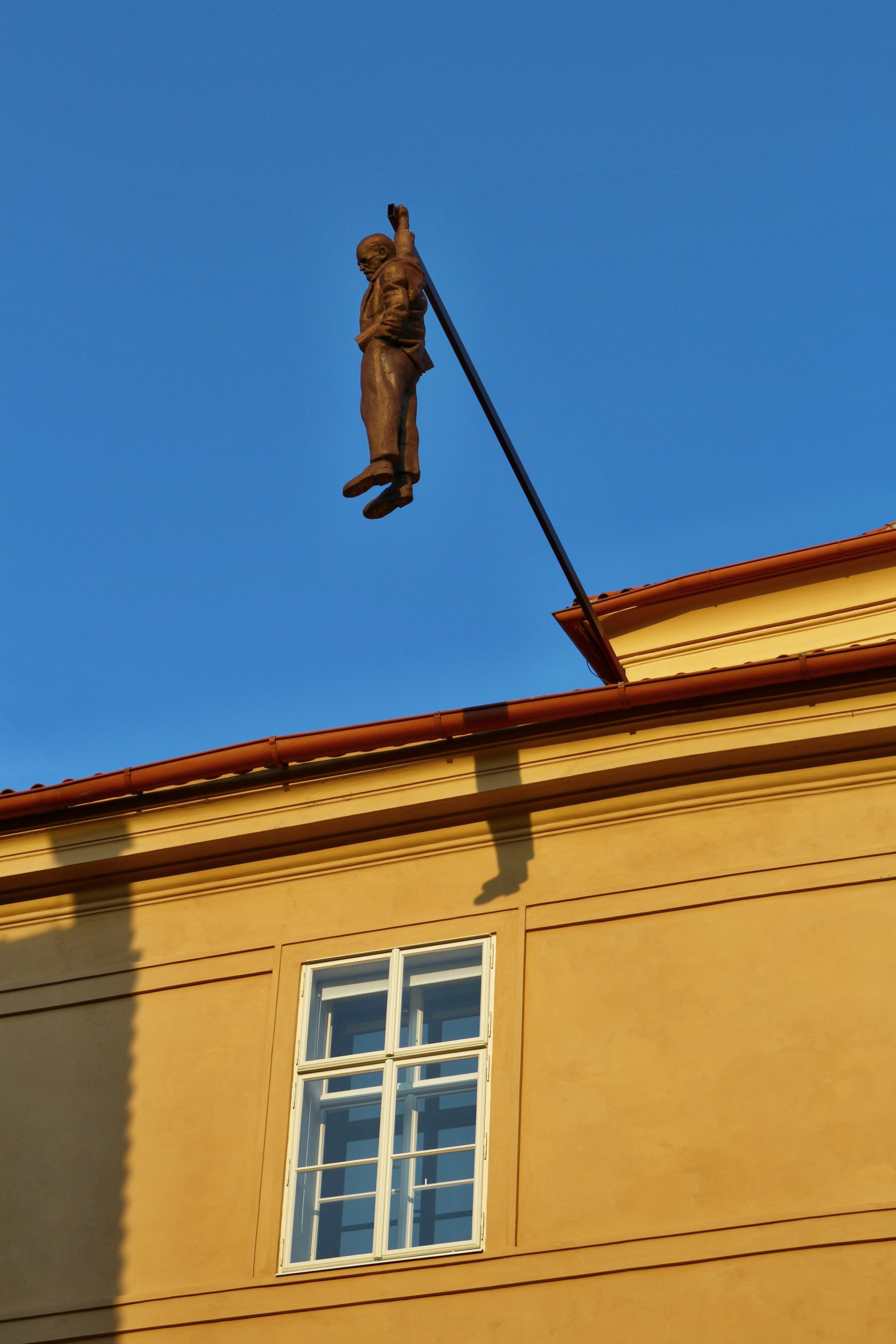
David Černý: Viselec

Ve výklenku mezi okny ve druhém patře je pískovcová socha sv. Judy Tadeáše od Františka Preisse z roku 1697.
Na střeše domu, směrem do Husovy ulice je instalována socha Viselec (označovaná jako Zavěšený muž, nebo jako socha Sigmunda Freuda) od umělce Davida Černého.